# Великая Киреевка
Вели́кая Кире́евка (укр. Велика Киріївка, пол. Kiryjówka Wielka) — село на Украине, находится в Бершадском районе Винницкой области.
Возле села расположен остановочный пункт Киреевка узкоколейной железной дороги Рудница — Голованевск.
Население по переписи 2001 года составляет 1993 человека. Почтовый индекс — 24455. Телефонный код — 4352.
Занимает площадь 36,161 км².

## Адрес местного совета
24455, Винницкая область, Бершадский р-н, с. Великая Киреевка, ул. Шевченка, 75а